# Разъезд 117 км
Разъезд 117 км (каз. рзд.117 км) — разъезд в Жанааркинском районе Улытауской области Казахстана. Входит в состав Байдалы бийского сельского округа. Код КАТО — 354449400.

## Население
В 1999 году население разъезда составляло 82 человека (38 мужчин и 44 женщины). По данным переписи 2009 года, в разъезде проживало 78 человек (36 мужчин и 42 женщины).